# Euphyia plagifuscata
Euphyia plagifuscata là một loài bướm đêm trong họ Geometridae.